# Clary
Clary ist eine französische Gemeinde mit 1.087 Einwohnern (Stand: 1. Januar 2022) im Département Nord in der Region Hauts-de-France. Sie gehört zum Arrondissement Cambrai und zum Kanton Le Cateau-Cambrésis. Die Bewohner werden Clarysiens und Clarysiennes genannt.
Die Gemeinde erhielt 2022 die Auszeichnung „Eine Blume“, die vom Conseil national des villes et villages fleuris (CNVVF) im Rahmen des jährlichen Wettbewerbs der blumengeschmückten Städte und Dörfer verliehen wird.

## Geografie
Dir Gemeinde Clary liegt 16 Kilometer südöstlich von Cambrai. Sie grenzt im Norden an Ligny-en-Cambrésis, im Nordosten an Montigny-en-Cambrésis, im Osten an Bertry, im Südosten an Maretz, im Südwesten an Élincourt, im Westen an Walincourt-Selvigny und im Nordwesten an Caullery.

## Bevölkerungsentwicklung
| Jahr                       | 1962 | 1968 | 1975 | 1982 | 1990 | 1999 | 2007 | 2013 | 2020 |
| Einwohner                  | 1427 | 1378 | 1221 | 1159 | 1114 | 1093 | 1147 | 1130 | 1086 |
| Quellen: Cassini und INSEE |      |      |      |      |      |      |      |      |      |

## Sehenswürdigkeiten

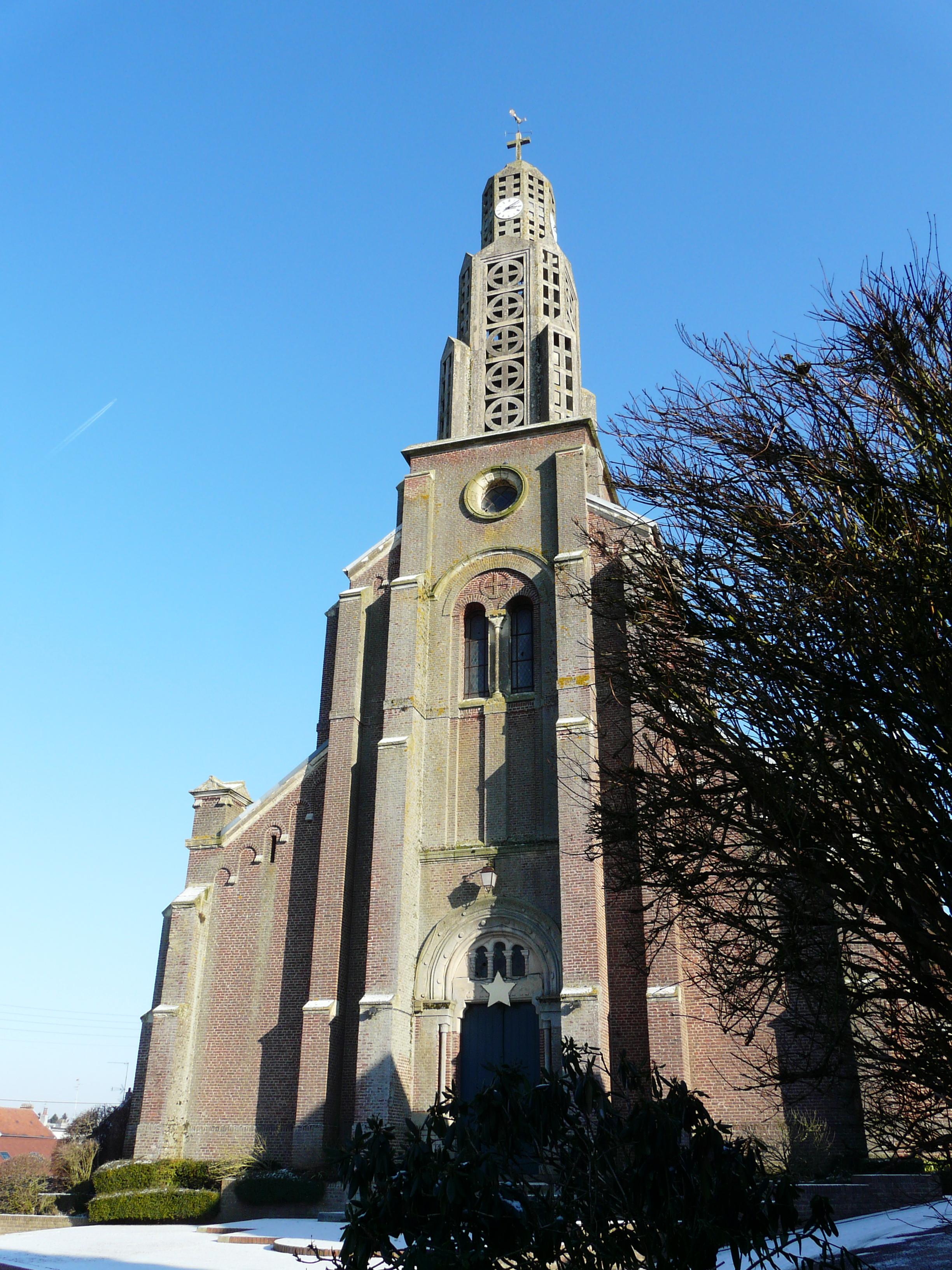
Kirche Saint-Quentin
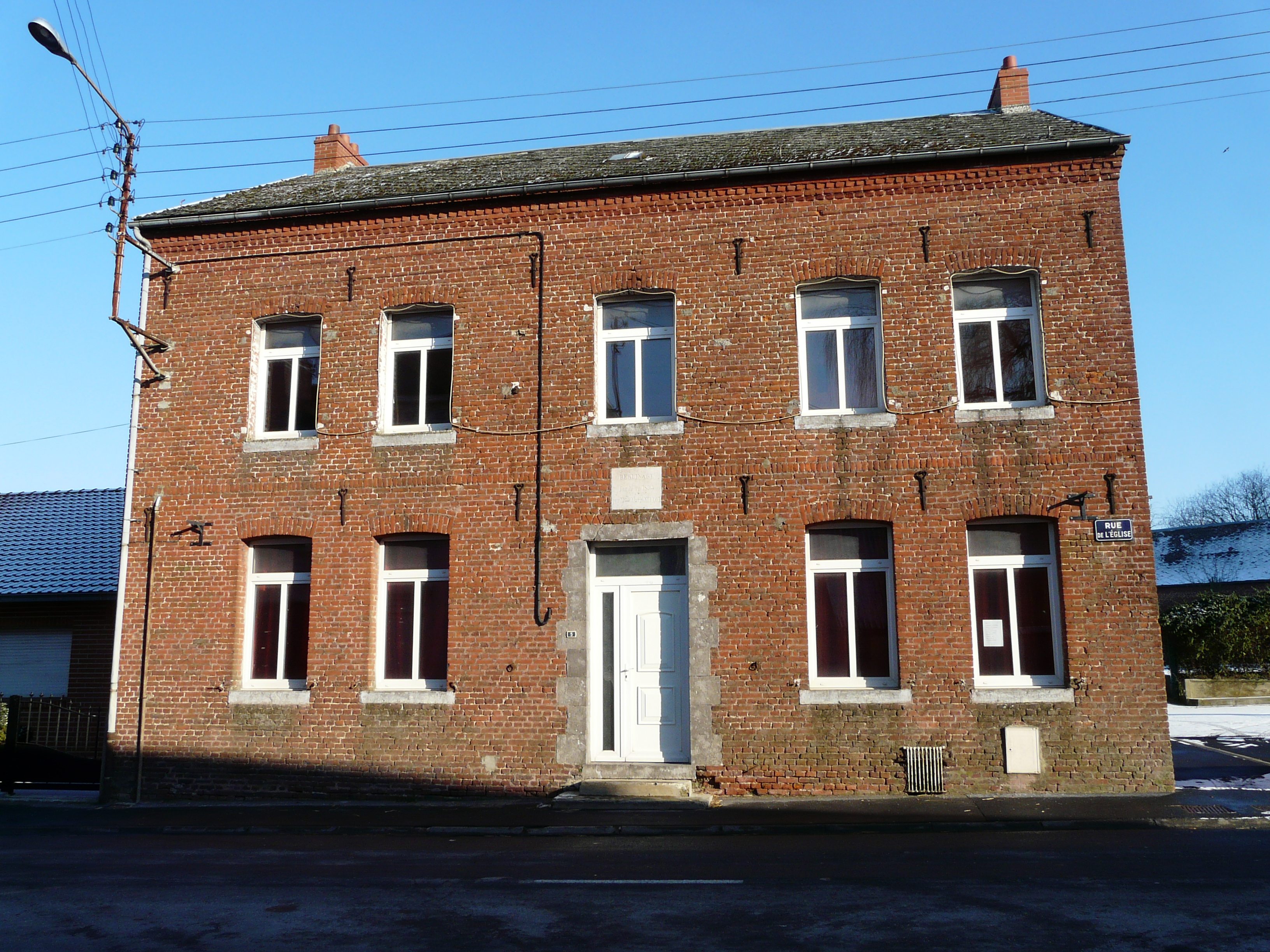
Wasserturm

- Kirche Saint-Quentin
- Ehemaliges Beginenhaus

## Persönlichkeiten
- Paul Delbart (1901–1958), Radrennfahrer